# Live Facelift
Live Facelift è un video-album del gruppo rock statunitense Alice in Chains, pubblicato nel 1991. Nel 2016, in occasione del Record Store Day, è stata pubblicata una versione in vinile in edizione limitata numerata (3500 copie) del concerto registrato al "Moore Theatre" di Seattle il 22 dicembre 1990. Alla tracklist originale del video è stata aggiunta la traccia live "It ain't like that" come brano di apertura, ed eliminate le ultime tre tracce che contengono i videoclip.

## Tracce
1. Man in the Box
2. Real Thing
3. Love, Hate, Love
4. Sea of Sorrow
5. Bleed the Freak
6. We Die Young (videoclip)
7. Man in the Box (videoclip)
8. Sea of Sorrow (videoclip)

## Formazione
- Jerry Cantrell
- Sean Kinney
- Layne Staley
- Mike Starr